# Mémorial de la 12e division d'infanterie britannique d'Épehy
Le Mémorial de la 12e division d'infanterie britannique d'Épehy est un monument commémoratif de la Première Guerre mondiale situé sur le territoire de la commune d'Épehy, dans le département de la Somme. Il est dédié à la mémoire de la 12e Division d'infanterie qui s'est illustrée lors de la Première Guerre mondiale notamment lors de la Bataille d'Épehy le 8 octobre 1918.

## Localisation
Le mémorial est situé à 2,5 km au sud-est du village, sur la D58 (chaussée Brunehaut) en direction du Ronssoy, à l'intersection du chemin menant à la ferme de La Malassise.

## Historique
La 12e division d'infanterie britannique "12th (Eastern) Division" a combattu sur le front occidental pour la durée de la Première Guerre mondiale. Une de ses actions les plus remarquables a été la bataille d'Épehy où se trouve une croix commémorative à la gloire de la 12e division.

## Caractéristiques
Le mémorial est constitué d'un socle en pierre surmontée d'une croix chapeautée d'environ 4 m de haut.

## Galerie

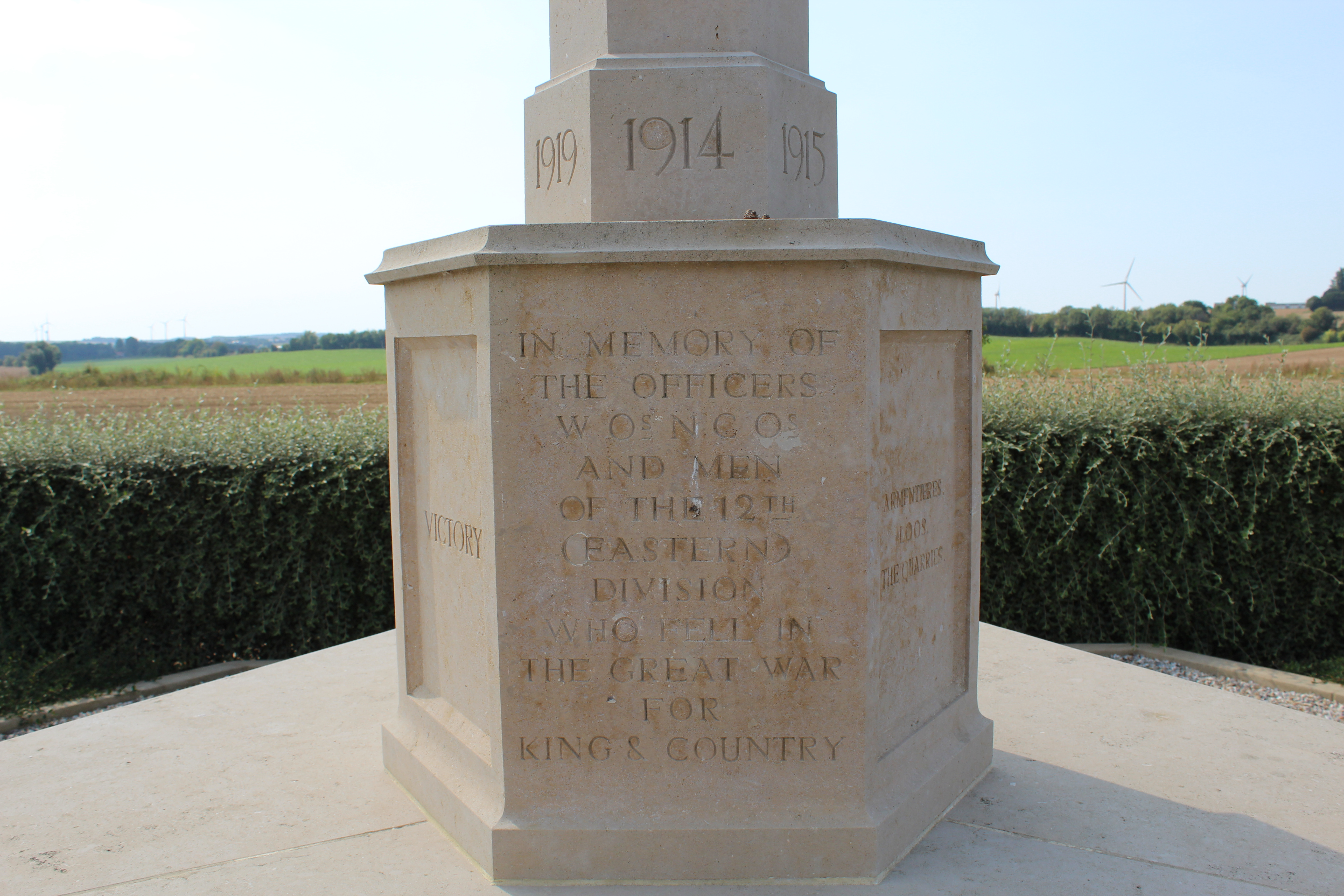
" In memory of the officiers and mens ot the 12th (Eastern) Division who fell in the Great War for King and Country"
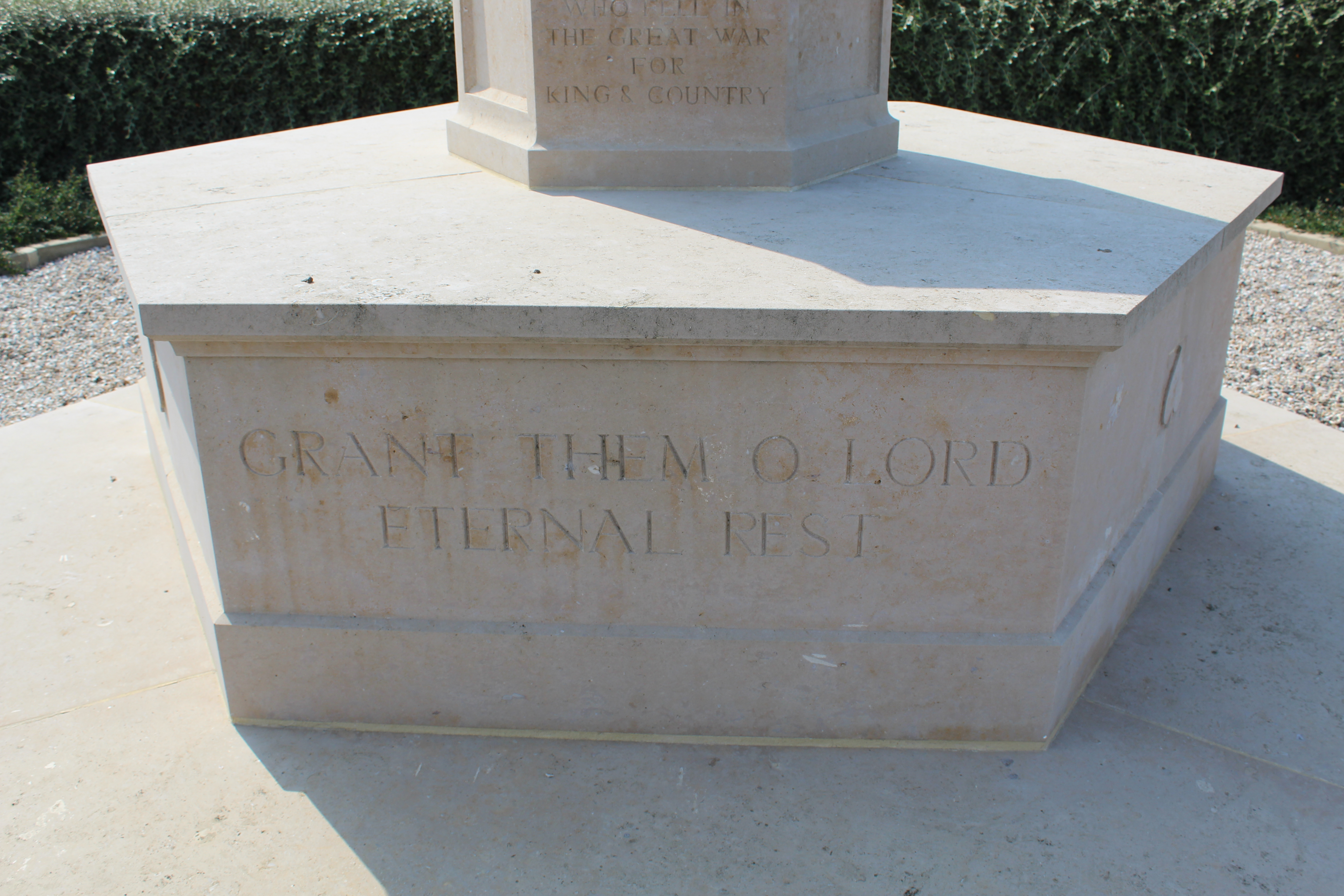
Inscription:"Accorde-leur, Ô Seigneur, le repos éternel".
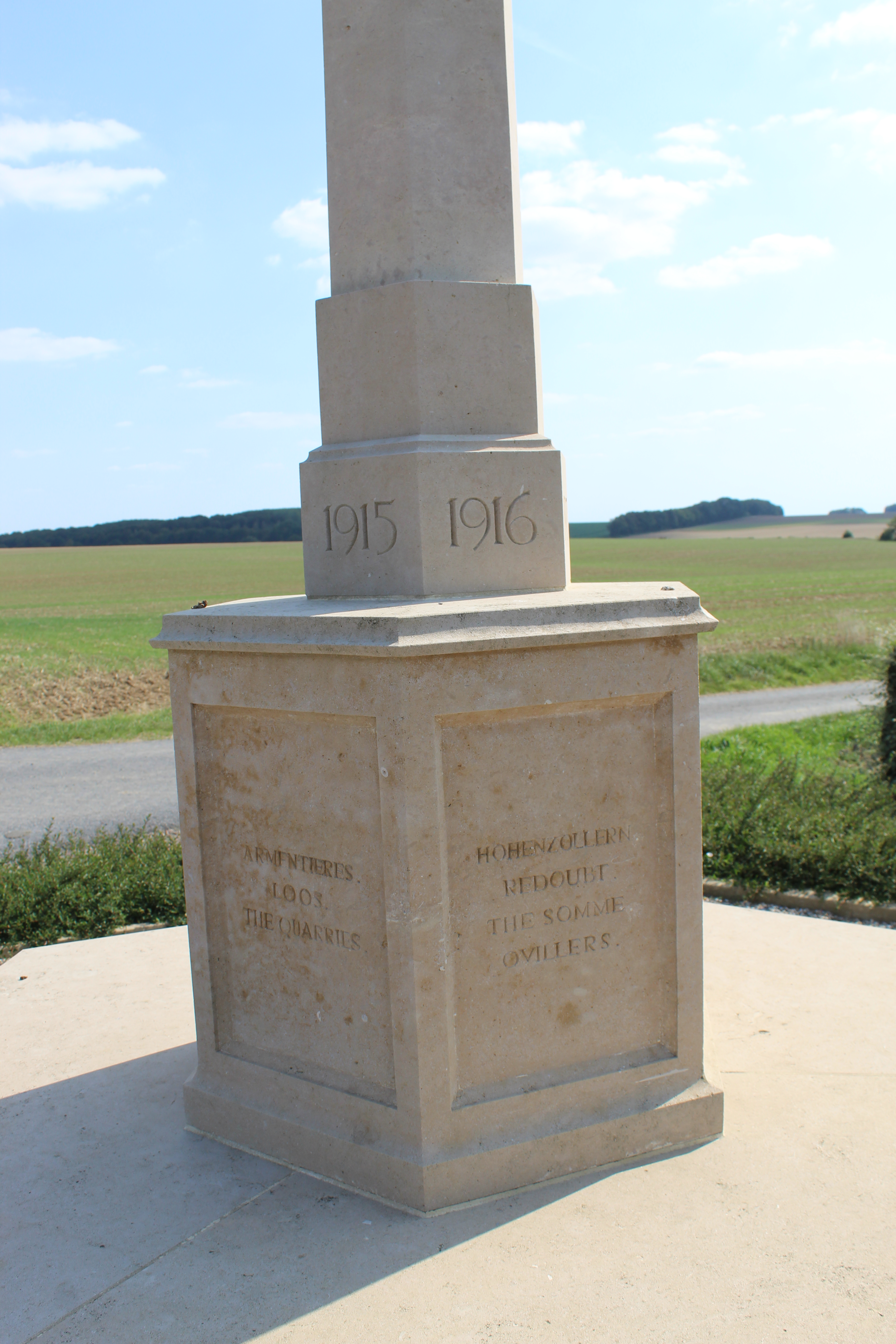
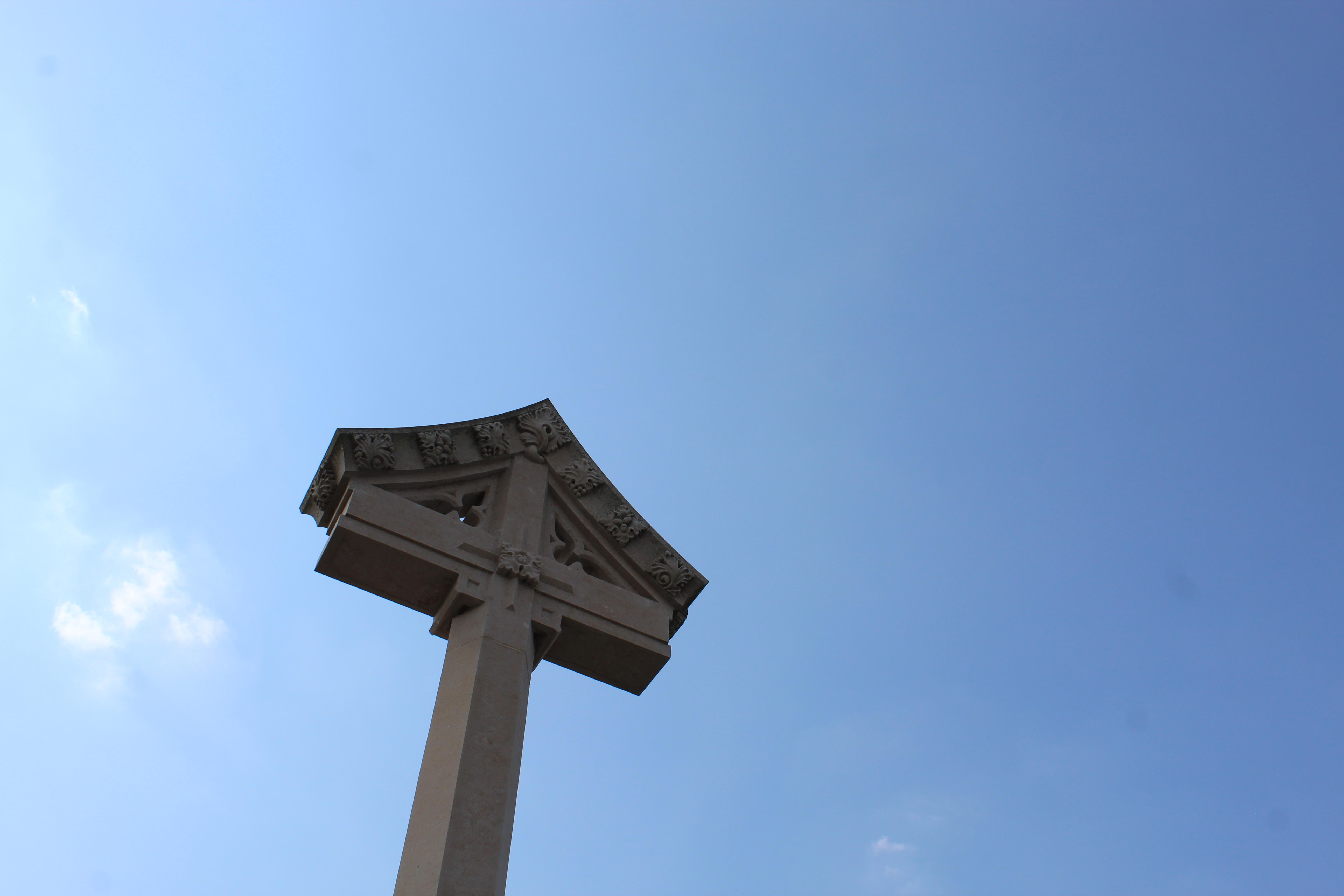